# Grylloderes satunini
Grylloderes satunini är en insektsart som beskrevs av Andrej Vasiljevitj Gorochov 1988. Grylloderes satunini ingår i släktet Grylloderes och familjen syrsor. Inga underarter finns listade i Catalogue of Life.